# غيزن
غيزن هي قرية تونسية تقع بجزيرة جربة.
غيزن هي قرية تونسية تقع بجزيرة جربة، يرجع تاريخها إلى العهد الصّنهاجي. فيها جامع تلاكين الّذي يعد من أقدم المساجد في جزيرة جربة. حسب المؤرّخ الشّيخ سالم بن يعقوب، تطلق كلمة غيزل على مكان قرب قلعة بني حمّاد الصّنهاجيّة بالجزائر. لهذا الغرض استوطن هؤلاء بالجهة الّتي سمّيت باسمهم غيزن فأبدلت اللاّم نونا.
يحدّ قرية غيزن من الشّمال البحر الأبيض المتوسّط ومن الشرق قرية مزراية، ومن الجنوب قرية قشعيّين ومن الغرب قرية فاتو وهي تابعة لبلدية حومة السوق.
بها مكتبة الشّيخ سالم بن يعقوب وجامع ميعمر وجامع تلاكين وجامع المستيري وجامع أرواي وجامع سيدي إسماعن وجامع مزلين وروضة الشيخ سعيد يامون ومركز بريد تحاذيه منارة علم هي المدرسة الابتدائيّة بغيزن الّتي أسسها الحاج شعبان أرواي في 15 فيفري 1939.

## شخصيات
- الشيخ سالم بن يعقوب
- رجل المسرح فرحات يامون
- الشيخ حميدة بن فرحات بايحي